# Nicole Yeargin
Nicole Yeargin (* 11. August 1997 in Bowie, Vereinigte Staaten) ist eine britische Sprinterin, die sich auf den 400-Meter-Lauf spezialisiert hat. Mit der britischen 4-mal-400-Meter-Staffel gewann sie 2022 und 2023 jeweils eine Bronzemedaille bei Weltmeisterschaften.

## Sportliche Laufbahn
2016 begann Nicole Yeargin ein Studium an der Kent State University in Ohio und wechselte nach zwei Jahren an die renommierte University of Southern California in Los Angeles. 2021 qualifizierte sie sich über 400 m für die Olympischen Sommerspiele in Tokio und wurde dort in der ersten Runde disqualifiziert. Zudem belegte sie mit der britischen 4-mal-400-Meter-Staffel in 3:22,59 min den fünften Platz und wurde in der Mixed-Staffel in 3:12,07 min Sechste. Im Jahr darauf erreichte sie bei den Weltmeisterschaften in Eugene das Halbfinale über 400 Meter und schied dort mit 51,22 s aus. Zudem gewann sie mit der Staffel in 3:22,64 min im Finale gemeinsam mit Laviai Nielsen, Jessie Knight und Victoria Ohuruogu die Bronzemedaille hinter den Teams aus den Vereinigten Staaten und Jamaika. Anschließend schied sie bei den Commonwealth Games in Birmingham mit 52,24 s im Halbfinale über 400 Meter aus und gewann mit der schottischen Mannschaft in 3:30,15 min gemeinsam mit Zoey Clark, Beth Dobbin und Jill Cherry die Bronzemedaille hinter Kanada und Jamaika. Daraufhin schied sie bei den Europameisterschaften in München mit 52,09 s im Semifinale aus und gewann mit der Staffel in 3:21,74 min gemeinsam mit Victoria Ohuruogu, Ama Pipi und Jodie Williams die Bronzemedaille hinter den Teams aus den Niederlanden und Polen.
2023 gewann sie bei den Weltmeisterschaften in Budapest in 3:21,04 min gemeinsam mit Laviai Nielsen, Amber Anning und Ama Pipi die Bronzemedaille hinter den Teams aus den Niederlanden und Jamaika. Im Jahr darauf wurde sie bei den World Athletics Relays auf den Bahamas in 3:12,99 min Erste im C-Lauf in der 2. Qualifikationsrunde der Mixed-Staffel und sicherte damit dem britischen Team einen Startplatz bei den Olympischen Spielen in Paris. Im August verhalf sie dann dem Team bei den Spielen zum Finaleinzug und trug damit zum Gewinn der Bronzemedaille bei. Zudem gewann sie mit der Frauenstaffel in 3:19,72 min die Bronzemedaille hinter den Vereinigten Staaten und den Niederlanden und stellte damit einen neuen Landesrekord auf.

## Persönliche Bestzeiten
- 200 Meter: 23,09 s (−0,3 m/s), 17. Mai 2022 in Fontainebleau
  - 200 Meter (Halle): 23,65 s, 29. Januar 2021 in Fayetteville
- 300 Meter: 36,76 s, 19. Juni 2024 in Lüttich
  - 300 Meter (Halle): 36,80 s, 10. Februar 2023 in Fayetteville (britische Bestleistung)
- 400 Meter: 50,96 s, 10. Juni 2021 in Eugene
  - 400 Meter (Halle): 51,02 s, 13. März 2021 in Fayetteville